# Van Johnson
Van Johnson, døbt Charles Van Johnson, (født 25. august 1916, død 12. december 2008) var en amerikansk film- og tv-skuespiller og danser, som under og efter 2. verdenskrig var en stor stjerne hos Metro-Goldwyn-Mayer. Han spillede blandt andet med i filmene Flyvere dør aldrig (1943), 30 sekunder over Tokyo (1944) og Hinsides retfærdigheden (1959).